# Nicolette
Nicolette, właściwie Nicolette Love Suwoton (ur. 1964 w Glasgow) – szkocka piosenkarka, kompozytorka i DJ-ka nigeryjskiego pochodzenia, wykonawczyni muzyki elektronicznej z kręgu ambient techno, techno i trip hop. Nagrała trzy albumy studyjne i jeden DJ mix.

## Życiorys i twórczość
Nicolette urodziła się w Glasgow, ale wychowywała się w Nigerii, po czym przeprowadziła się do Europy. W 1990 roku zwróciła na siebie uwagę swoim debiutanckim singlem „School of the World”/„Single Minded People”, wydanym pod szyldem wytwórni Shut Up And Dance Records.
W 1992 roku wydała debiutancki album, Now Is Early, na którym zaprezentowała się jako dojrzała, utalentowana artystka, pisząca własne piosenki (niektóre z politycznym komentarzem), obdarzona ciepłym, krystalicznym głosem. W 1994 roku zaśpiewała w dwóch utworach: Sly" i "Three" z albumu Protection zespołu Massive Attack. Pierwszy z wymienionych singli doszedł do 24. miejsca na liście Official Singles Chart spędzając na niej 7 tygodni. Teledysk z utworem, wyreżyserowany przez Stéphane’a Sednaoui osiągnął ponad 7 milionów wyświetleń na YouTube.
W 1996 roku Nicolette wydała kolejny album, Let No-One Live Rent Free in Your Head, który zebrał  entuzjastyczne recenzje, dochodząc do 36. miejsca na Official Albums Chart i 86. na Official Scottish Albums Chart. Pochodzący z albumu singiel „No Government” doszedł do 68 miejsca na Official Singles Chart spędzając na niej 2 tygodnie. Do współpracy przy realizacji albumu Nicolette zaprosiła zróżnicowanych stylowo producentów, w tym Dego (drum and bass), duet Plaid (proto-IDM), założyciela Digital Hardcore Aleca Empire’a oraz Felixa, brytyjskiego producenta, autora przeboju progressive house „Don't You Want Me” z 1992 roku. Cztery utwory wyprodukowała sama.
W 2005 roku Nicolette wydała swój kolejny album, Life Loves Us. W międzyczasie nagrała swoją uznaną kompilację DJ-Kicks: Nicolette.

## Dyskografia
Na podstawie strony artystki na Discogs:

### Albumy studyjne
- Now is Early (1992)
- Let No-One Live Rent Free in Your Head (1996)
- Life Loves Us (2005)

### EP-ki
- Stars In My Eyes (1993)
- Beautiful Day (1996)
- We Never Know (1996)
- Nightmare (1996)
- Now Is Early EP (1997)
- Wholesome (2001)
- Modern Stories (2012)

### Miksy didżejskie
- DJ-Kicks: Nicolette (1997)
- All Day DJ-Kicks EP (1997)